# Сельское поселение «Село Роща»
Сельское поселение «Село Роща» — муниципальное образование в составе Тарусского района Калужской области России.
Центр — село Роща.

## Состав
В поселение входят 7 населённых мест:
- село Роща
- деревня Беликово
- деревня Велема
- деревня Кочуково
- деревня Никитино
- деревня Поздняково
- деревня Шахово

## Население
| 2010 | 2012 | 2013 | 2014 | 2015 | 2016 | 2017 |
| ---- | ---- | ---- | ---- | ---- | ---- | ---- |
| 231  | ↘229 | ↘223 | ↘222 | ↘216 | ↘211 | ↘205 |
| 2018 | 2019 | 2020 | 2021 |      |      |      |
| ↗207 | ↗217 | ↘214 | ↘198 |      |      |      |

Население сельского поселения составляет 231 человек .